# Cornellà del Terri
Cornellà del Terri (spanisch Cornellá del Terri) ist eine katalanische Gemeinde mit 2.390 Einwohnern (Stand: 2024) in der Provinz Girona im Nordosten Spaniens. Sie ist Teil der Comarca Pla de l’Estany. Neben dem Hauptort gehören die Ortschaften Borgonyà, Corts, Pujals dels Pagesos, Pujals dels Cavallers, Ravós del Terri, Sant Andreu del Terri, Santa Llogaia del Terri, Sords und Pont-xetmar zur Gemeinde.

## Geographische Lage
Cornellà del Terri liegt etwa 15 Kilometer nördlich von Girona in einer Höhe von ca. 95 m. Durch die Gemeinde fließt der Río Terri. 

## Bevölkerungsentwicklung
| Jahr      | 1970 | 1981 | 1991 | 2001 | 2011 | 2021 |
| Einwohner | 1308 | 1748 | 1800 | 1882 | 2233 | 2422 |

## Sehenswürdigkeiten

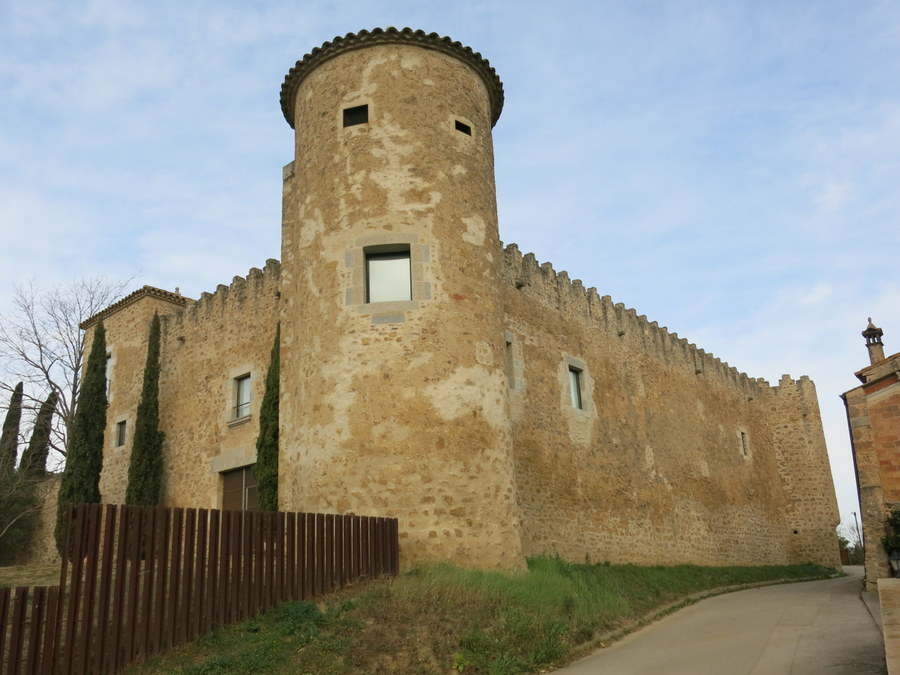
Burg von Ravós del Terri
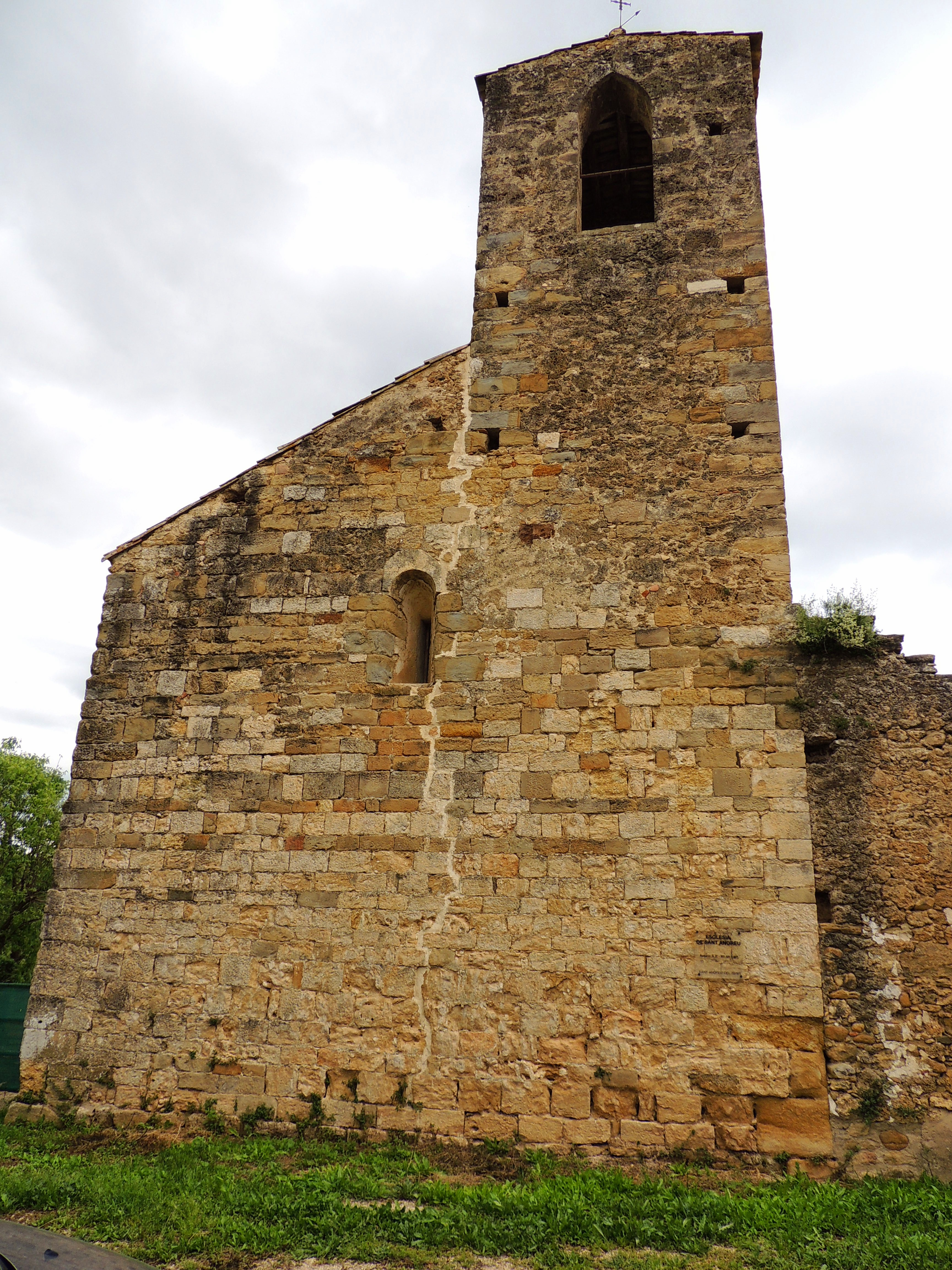
Andreaskirche
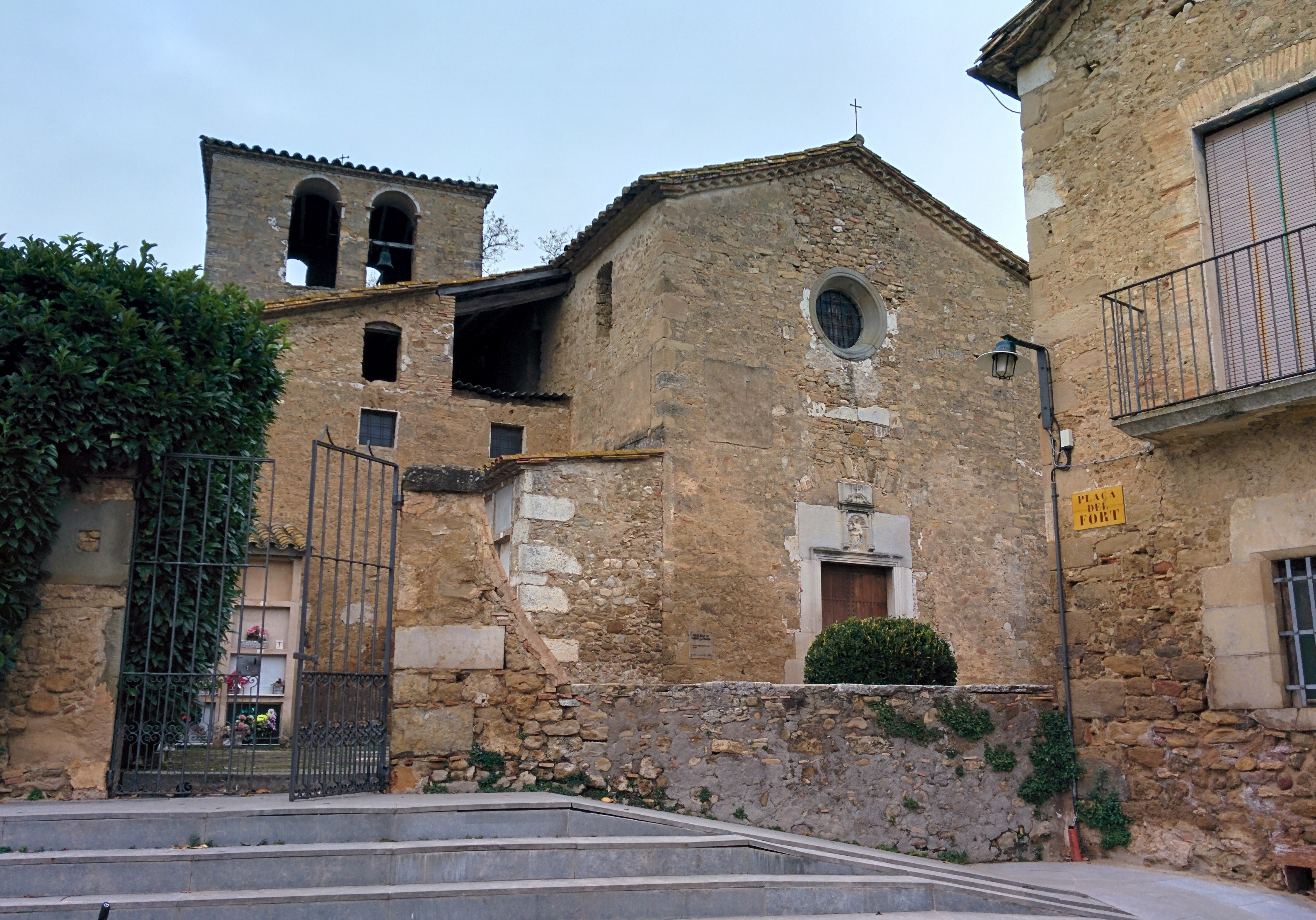
Kirche Santa Llogaia del Terri
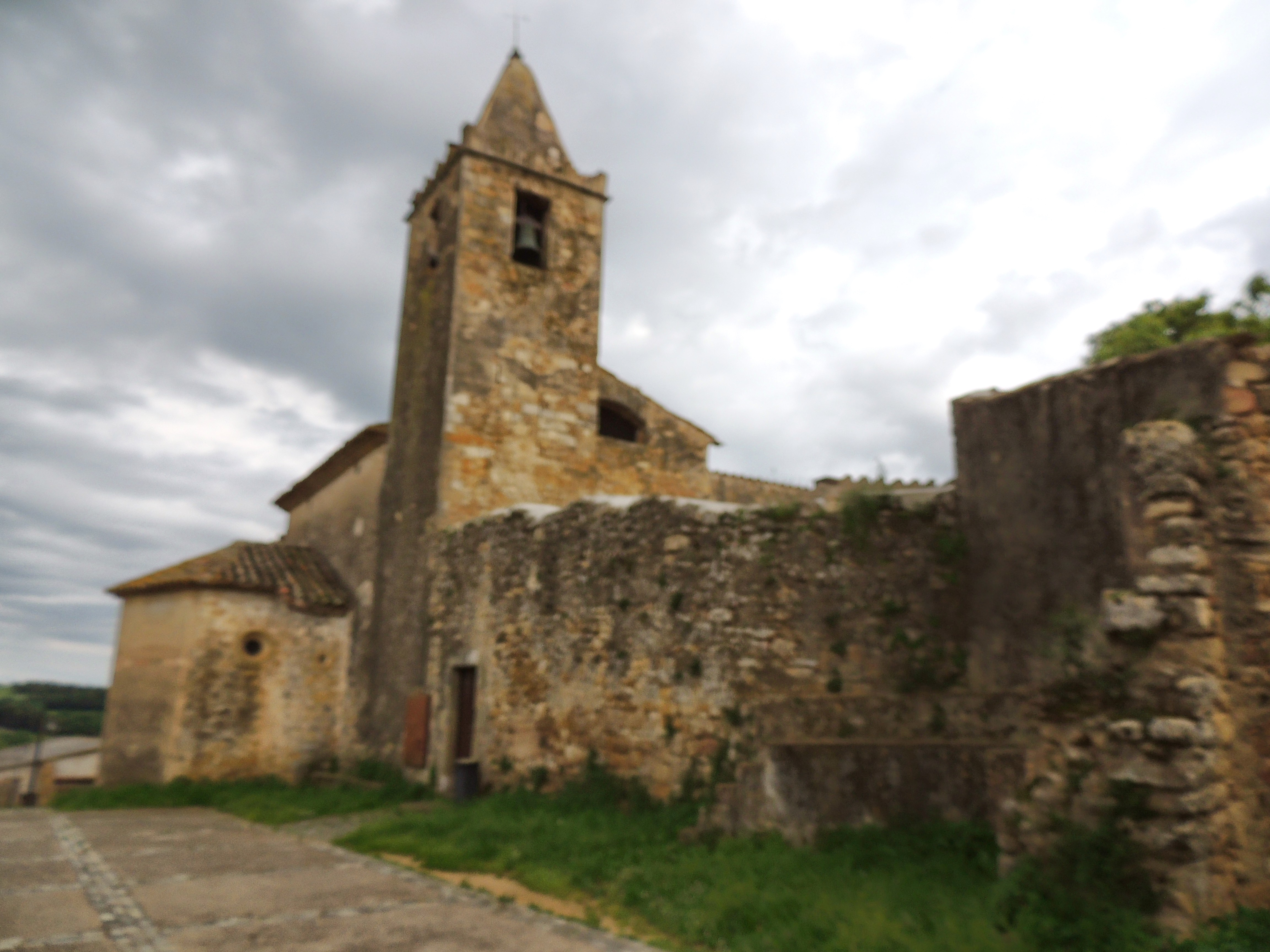
Cugatkirche in Ravós del Terri
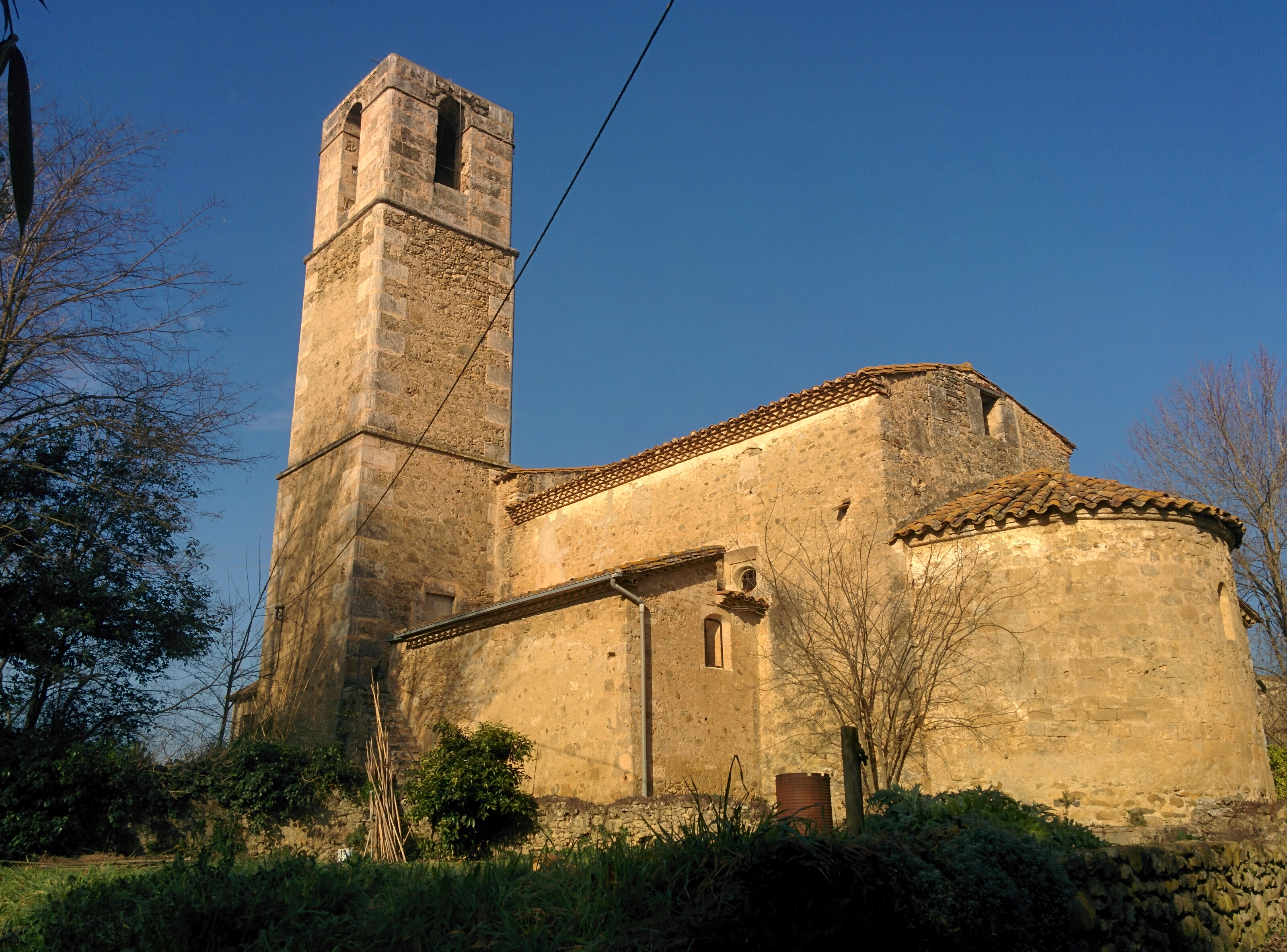
Stephanuskirche
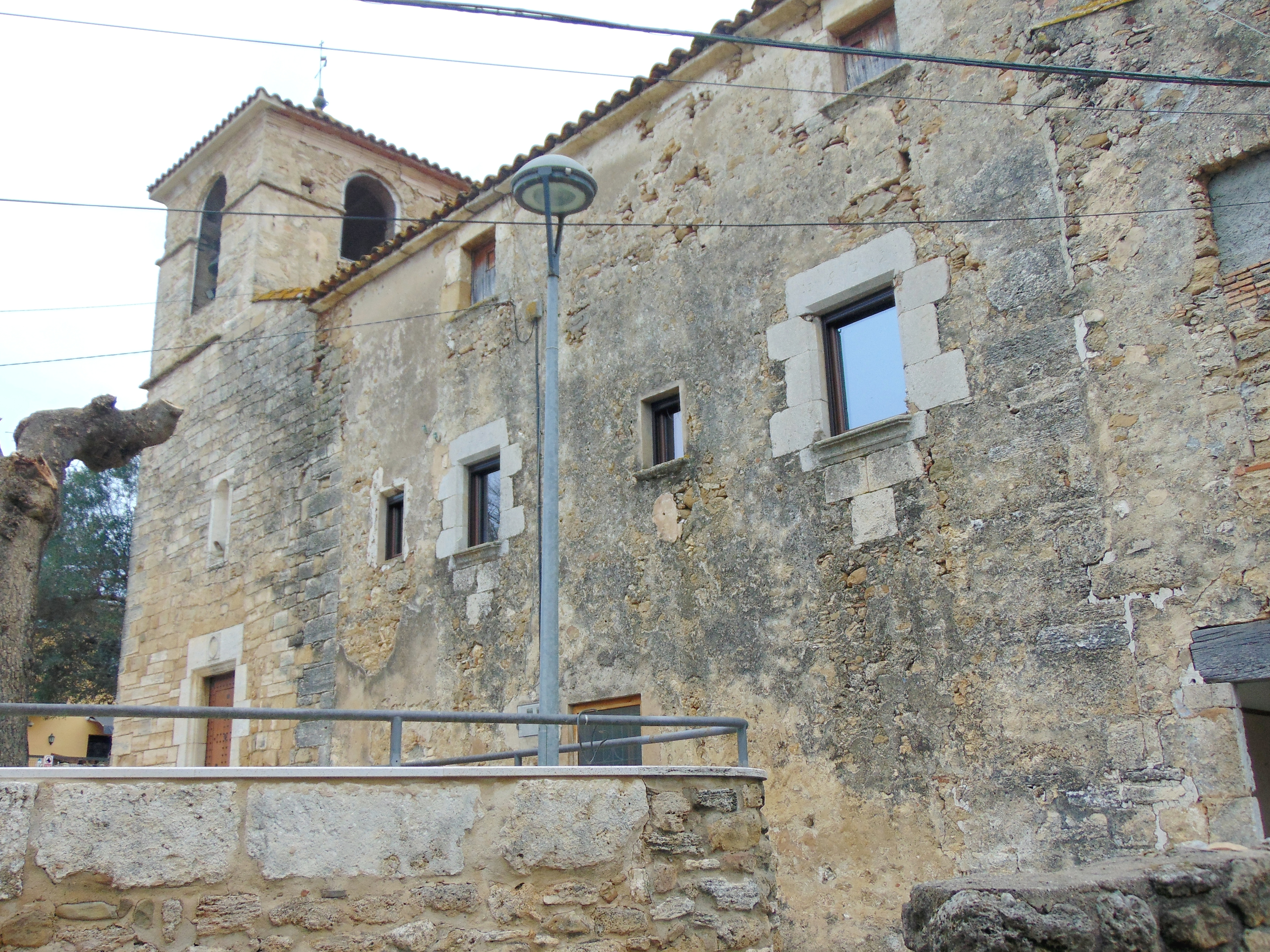
Peterskirche
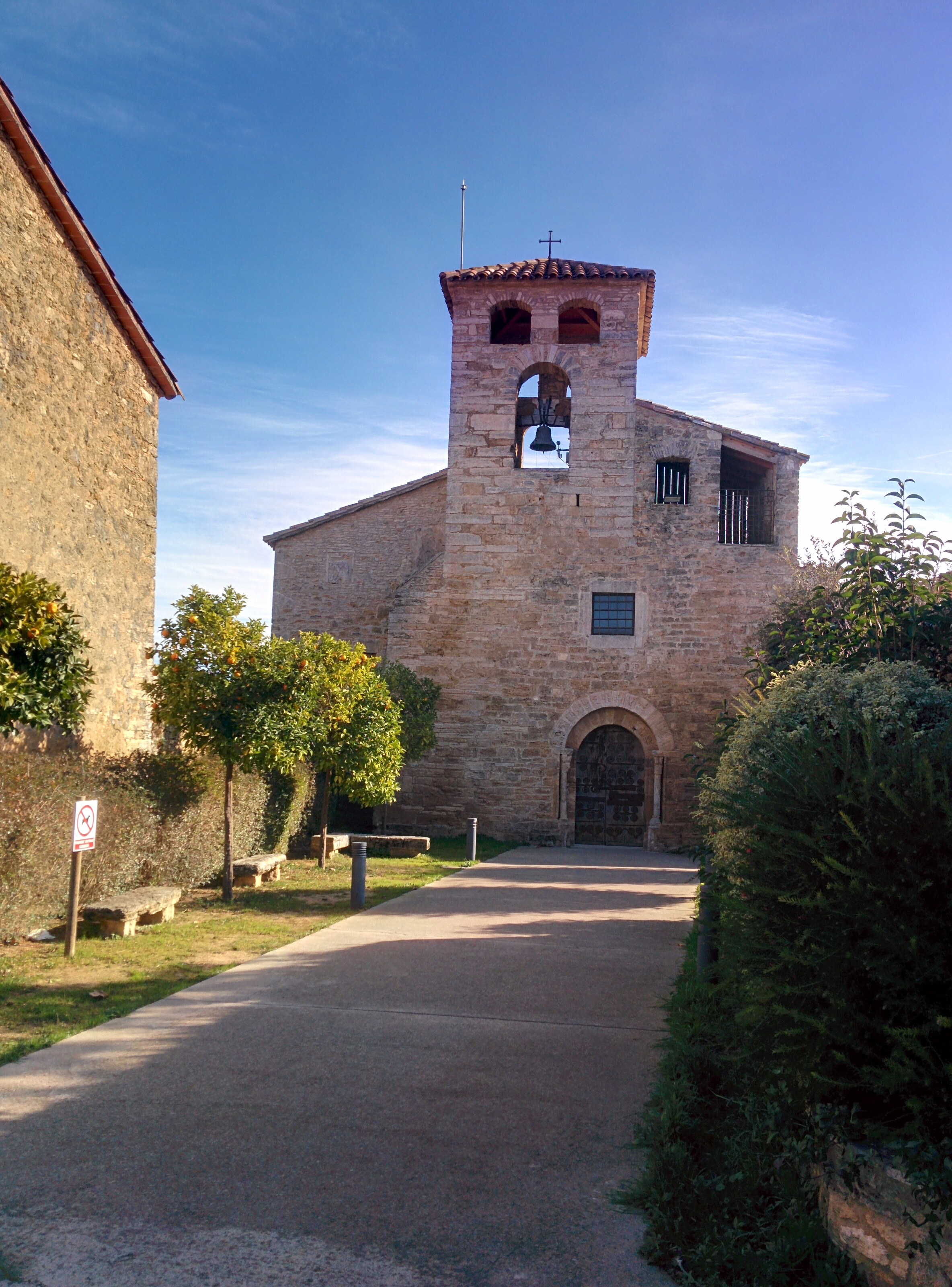
Johanniskirche
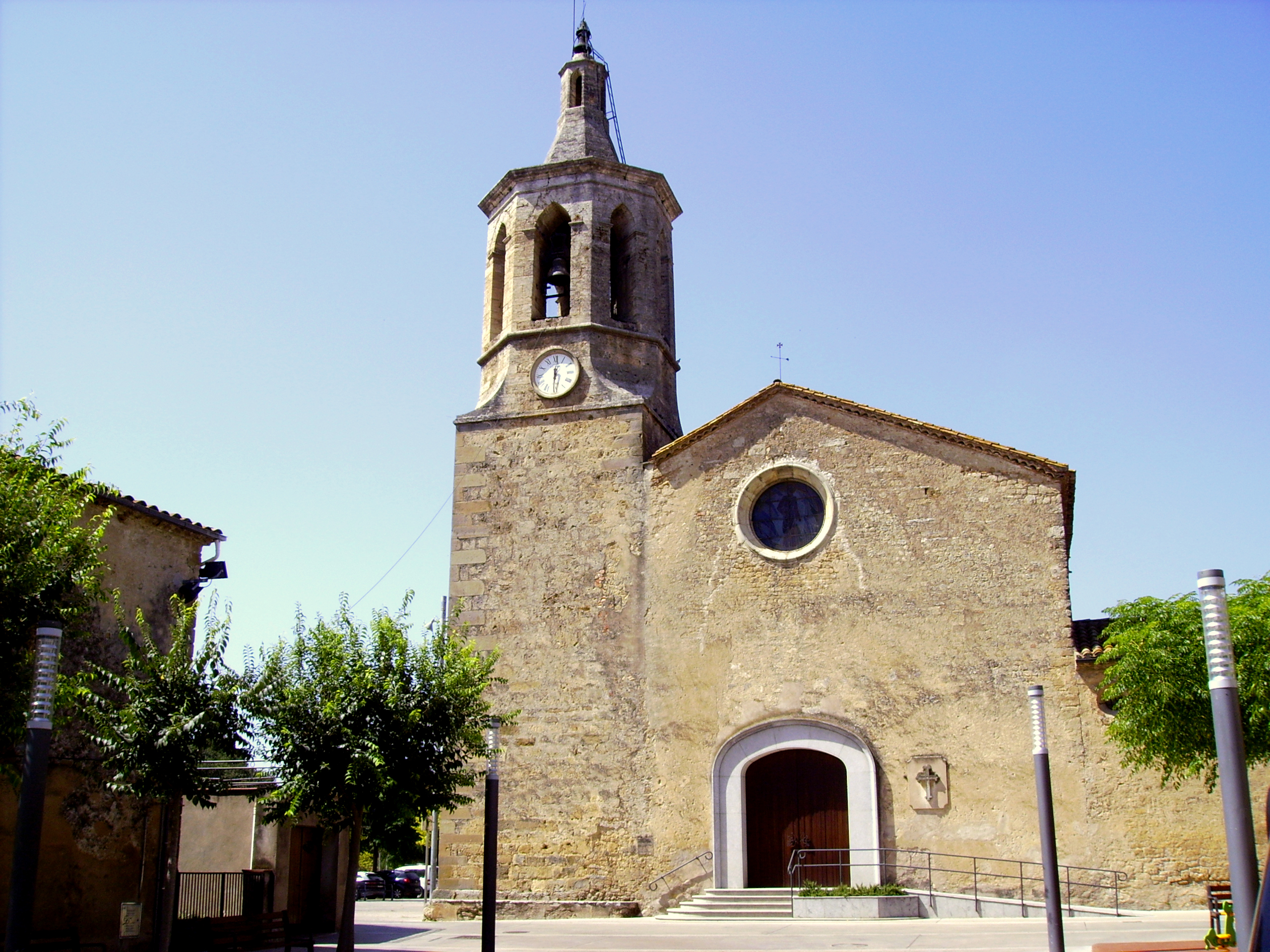
Julianuskirche
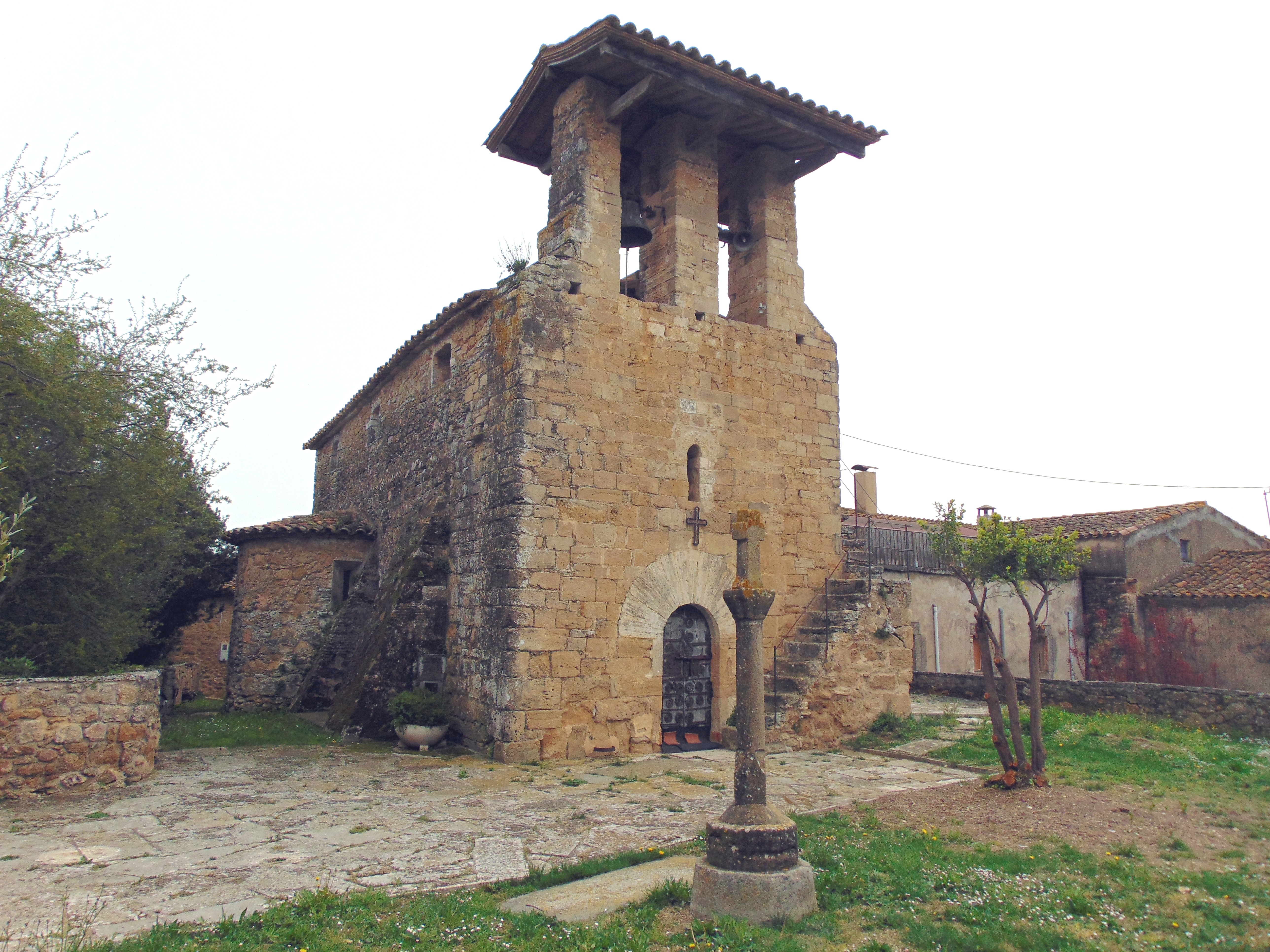
Eulalienkirche
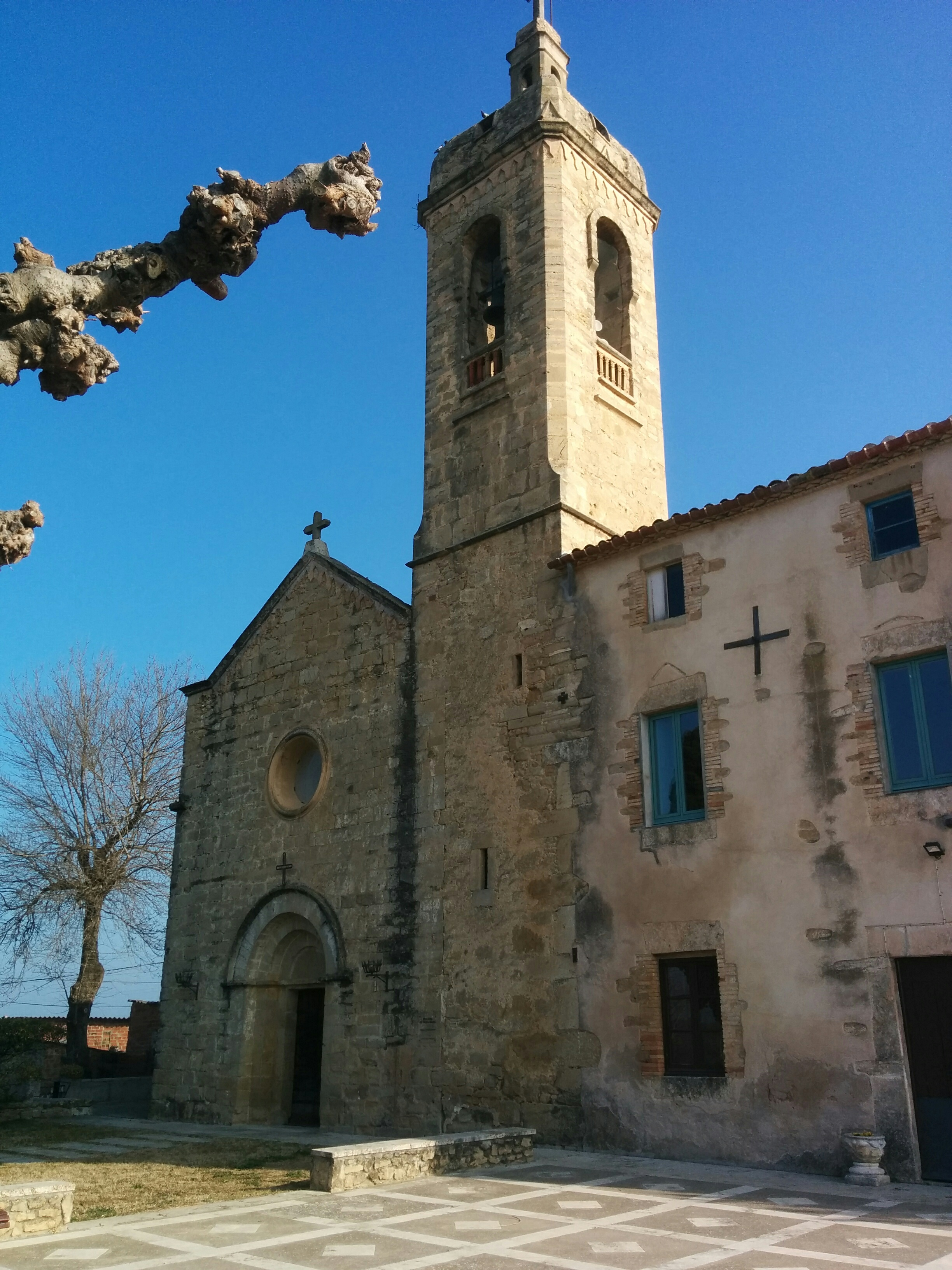
Marienkirche

- Burg von Ravós del Terri
- Andreaskirche
- Kirche Santa Llogaia del Terri
- Cugatkirche
- Stephanuskirche
- Johanniskirche
- Julianuskirche
- Peterskirche
- Eulalienkirche
- Marienkirche